# 飞马桥 (游戏)
《飞马桥》是1987年發行的回合制战略游戏，由Personal Software Services開發及發行，可在Amstrad CPC、ZX Spectrum與康懋達64游玩。該作為戰略戰爭游戏（Strategic Wargames）系列第9作，以诺曼底登陆为背景，围绕英国第6空降师保卫卡昂运河上的桥梁展开。
玩家可以选择操纵英军或德军，英军的游戏目标是确保诺曼底各个地点的安全，而德军是抵御英军的进攻。该作褒贬不一，评论者称赞其画面“极具吸引力”，但有人在游戏测试中发现了能导致游戏崩溃的漏洞。

## 玩法

在这张截图中，玩家正在为英国第6空降师选择登陆地点

该作为回合制策略游戏，围绕1944年6月5日英国第6空降师在诺曼底登陆期间保卫卡昂运河上的贝努维尔桥（后更名为飞马桥，以纪念这场战役）展开。玩家可以选择操纵英军或德军，但因英军第6空降师在游戏开始前尚未伞降，所以无论选择哪一方，地图上都不会出现英军部队。德军的大部分部队分布在地图的四角处，一小部分部队驻扎在贝努维尔桥附近。玩家如果选择英军，游戏目标就是击败所有德军部队并确保该地区所有桥梁的安全，最终夺取或摧毁梅维尔炮台；如果选择德军，游戏目标则是在18小时即36个游戏回合内抵挡住英军的所有进攻。
该作共有十种不同的地形，地形的不同会给部队或某些区域带来不同的影响，例如部队位于城镇或林地时，攻击力就会降低。部队在地图上以小方格的形式显示，可以操纵部队将其叠加在一起以增加防御力。英军虽然会在游戏中摧毁各种桥梁，但要赢得游戏就必须保留某些桥梁，例如卡昂运河和奥恩河上的桥梁。

## 回响
《Your Sinclair》的欧文·毕晓普（Owen Bishop）在游戏测试过程中发现了能导致游戏崩溃的漏洞，并影响了他的游戏体验，他说：“作为一位英国绅士，我实在没料到会出现这种情况”。同时毕晓普还批评游戏中信息闪烁的速度 “过快”。《撞击》的菲利帕·欧文（Philippa Irving）批评了游戏的操作方式，认为“恼人”的按键方式破坏了游戏的可玩性，而光标限制了游戏的控制方式。但欧文也赞扬了游戏的画面和准确的历史考究，称其 “很有吸引力”。《电脑与电子游戏》的评论者称其为 "优秀的游戏"，并称赞其物有所值。但是该评论者也批评该作与通常历史战役类游戏的快节奏相比游戏节奏 “过慢”。